# フリードリヒ・アウグスト・ルトフスキ

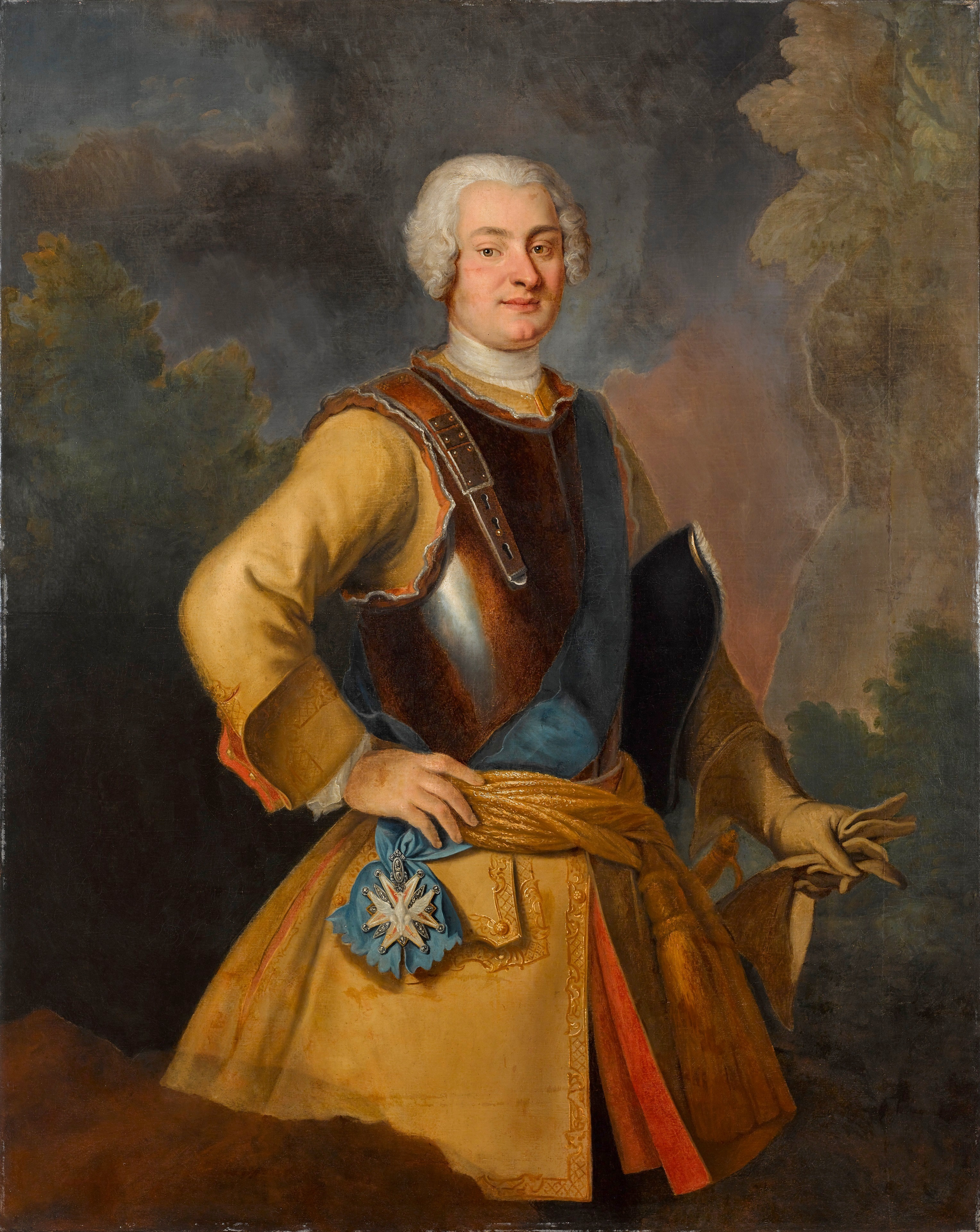
ルトフスキ伯爵、ルイ・ド・シルヴェストル画、1724年、ワルシャワ王宮蔵

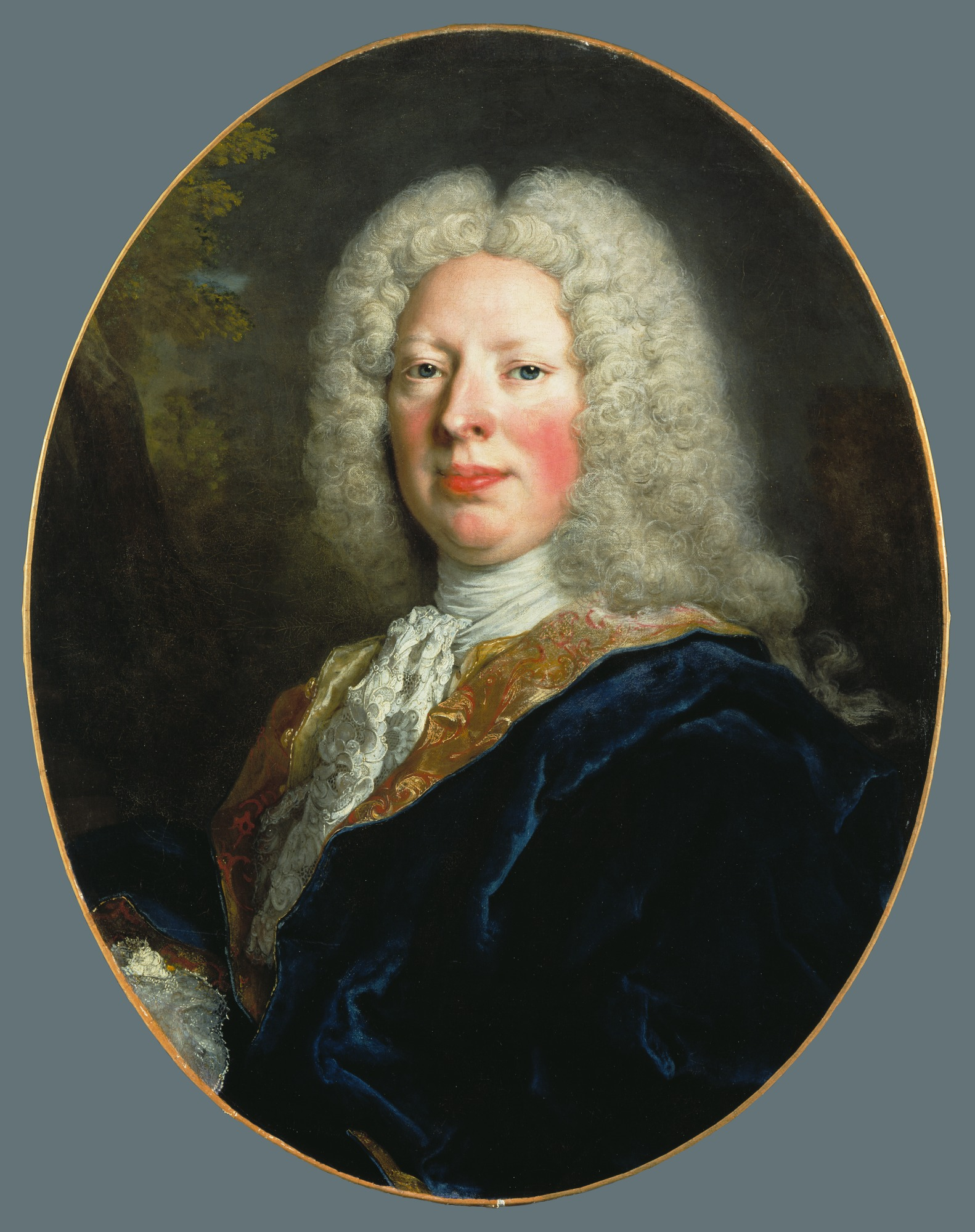
ルトフスキ伯爵、ニコラ・ド・ラルジリエール画、1729年、デトロイト美術館蔵

フリードリヒ・アウグスト・ルトフスキ（Friedrich August Rutowski, 1702年6月19日 - 1764年3月19日）は、ポーランドとザクセンの統治者アウグスト強王と、鹵獲トルコ人出身の妾マリア・アウローラ・シュピーゲル（ファティマ）の間の1番目の非嫡出子。ルトフスキ伯爵（Graf Rutowski）。ザクセン選帝侯領軍の陸軍元帥。

## 生涯
母及び継父ヨハン・ゲオルク・シュピーゲルの許で、4歳年下の同母妹マリア・アンナ・カタリーナ・ルトフスカと共に育った。1724年妹と共に父王の認知を受け、ポーランド貴族ルトフスキ伯爵位を授与される。同年10月8日白鷲勲章を受け、同時期にザクセン軍の大佐に任官した。
1725年2月、ミュンヘン・ヴェネツィアを経由してサルデーニャ王国のトリノ宮廷を訪れ、同国のヴィットーリオ・アメデーオ2世王により、アレッサンドリア駐屯の歩兵連隊の連隊長職を与えられた。ルトフスキは外国での暮らしを楽しみ、父に宛ててフランス軍に仕官することの許可を願い出る手紙を出したが、父の怒りを買い、トリノを去ってドレスデンに戻るよう命令された。
1727年5月26日ザクセン軍少将に昇進したが、一時ザクセンを離れプロイセン軍に仕官する。1729年ザクセン軍に復籍。1733年に始まったポーランド継承戦争では司令官の1人としてポーランドやラインラントで戦う。1735年陸軍中将に昇進、1736年1月1日ザクセン近衛軍の司令官となる。1737年、ハンガリーで起きていたオーストリア・ロシア・トルコ戦争でザクセン分遣隊の指揮官を務めた。
1738年4月21日騎兵大将に昇進、1740年8月9日ドレスデン市総督に就任、近衛擲弾兵連隊長を兼任、翌8月10日国家兵器局長官（Obristhaus- und Landzeugmeister）を兼任。1742年1月10日竜騎兵連隊長となる。
第一次シュレージエン戦争ではボヘミアでザクセン軍を率い、1741年11月のプラハの戦いにも参加した。第二次シュレージエン戦争では、ザクセン領に残留した支軍の司令官となった。1745年12月15日のケッセルスドルフの戦いでは、ボヘミアから戻ってきた主力軍と合流してプロイセン軍を迎え撃ったが、敵将のアンハルト＝デッサウ侯レオポルトに大敗を喫し、ザクセン軍は壊滅状態になった。
1746年1月6日ザクセン軍最高司令官となり、1749年1月11日に陸軍元帥の称号を受けた。続く平和の時代、ルトフスキはザクセン首席大臣ハインリヒ・フォン・ブリュールのザクセン軍削減策に反対し、あれこれ手を尽くして妨害しようとしたが果たせず、削減策の実施により自身の影響力を大幅に失った。
1756年七年戦争が突如勃発すると、ルトフスキは1万8000名程に縮小されたザクセン軍を率いて、9月から10月にかけてのピルナ包囲戦でプロイセン軍からの防戦を試みたが、6週間後には降伏してプロイセン軍の捕虜となった。敗軍の将として、同戦争終結後はザクセン軍でのすべての役割を放棄、引退した。1764年、ピルニッツにて死去。
1739年1月4日、アレクサンデル・ヤクプ・ルボミルスキ公爵（アウグスト強王の妾の1人カタリーナ・フォン・アルテンボックムの甥）の娘ルドヴィカ・アマーリア・ルボミルスカ公女（1722年 - 1778年）と結婚。夫婦の間に生まれた一人息子アウグスト・ヨーゼフ・ルトフスキ（1741年 - 1755年）はブラウンシュヴァイク滞在中に天然痘に罹り夭折した。

## 引用・脚注
1. ↑  Killy, Walther; Vierhaus, Rudolf (2011), “Rutowsky”, Dictionary of German Biography, 8, Walter de Gruyter, p. 509, ISBN 978-3110966305, "As the illegitimate son of King Augustus II of Poland and Elector of Saxony (Frederick Augustus I) and a Turkish woman who later became Frau von Spiegel R. was educated at Parisian and Sardinian courts."